# ألفونسو الثالث ديستي
ألفونسو الثالث ديستي (Alfonso III d'Este) (فيرارا، 1591 - كاستلنووفو دي غارفنيانا، 24 مايو 1644) دوق مودينا وريدجو بين عامي 1628 - 1629.

## السيرة
ابن تشيزري ديستي وفرجينيا دي ميديشي ، كان ذو طابع حاد ومندفع، شارك بالحرب ضد لوكا عام 1613 ، وكان لها دور رائد في النزاع بين العائلة الدوق وعائلة بيبولي الذي بلغت ذروته باغتيال الكونت إركولي بيبولي في فيرارا سنة 1617.
تزوج في سنة 1608 من إيزابيلا سافويا ابنة الدوق كارلو إمانويلي الأول ، التي أحبها بصدق، حتى أنه إثر وفاتها سنة 1626 أثناء الولادة (الرابعة عشرة) بدأ يكلف نفسه بتعهدات دينية .
بوفاة والده تشيزري يوم 11 ديسمبر 1628 ، تولت حكومة الدولة، ولكنه في نهاية يوليو سنة 1629 أعلن من قلعة ساسوولو تنازله عن العرش لصالح ابنه فرانسيسكو. في 8 سبتمبر في مارانو خلع عن نفسه الملابس الدوقي وارتدى ملابس الرهبان باسم جابتيستا دا مودينا.
كان واعظاً مبشراً، وأثناء وباء الطاعون سنة 1630-31 تعامل بشجاعة مع المحتضرين . عاد إلى مودينا سنة 1632 ، ولكن كانت عظاته ضد سلوك البلاط وضد اليهود، الذين حاول تنصيرهم مجبراً إياهم على الاستماع لخطبه، أثار النفوس في المدينة وأصبح وجوده ثقيل الظل.
لذا اعتزل في أحد الأديرة في كاستلنووفو دي غارفنيانا، أقيم على حساب ابنه الدوق، وتوفي هناك في 24 مايو 1644.